# 북아메리카꼬마땃쥐
북아메리카꼬마땃쥐(Cryptotis parva)는 땃쥐과에 속하는 포유류의 일종이다. 가장 작은 포유류 중의 하나로, 다 자랐을 때 몸길이가 7~8cm에 불과하다.

## 아종
5종의 아종이 알려져 있다.
- Cryptotis parva parva
- Cryptotis parva berlandieri
- Cryptotis parva floridana
- Cryptotis parva pueblensis
- Cryptotis parva soricina